# Radioåret 1928

## Händelser

### Januari
- 1 januari: Algemeene Vereeniging Radio Omroep börjar sända i Nederländerna.[1]
- 30 januari - Första radiotelefonförbindelsen mellan Nederländerna och USA upprättas.[2]

### Mars
- 27 mars: KGB (AM) i San Diego börjar sända.[3]

### Maj
- 2 maj: KPQ (AM) i Wenatchee, Washington, USA börjar sända.[4]

### Juni
- Juni - I Sverige genomför Telegrafverket och Radiotjänst en lyssnarenkät. Varje licensinnehavare får ett frågeformulär och 155.000 svar kommer in (42,6 %). Av 20 programpunkter är modern dansmusik (jazz) den minst populära, medan lyssnarna vill höra mer folkvisor.

### Juli
- 7 juli - Franska staten utfärdrar en förordning som begränsar antalet privata radiostationer som tillåts fortsätta sända: Poste Parisien, Radio Agen, Radio Béziers, Radio Bordeaux Sud-Ouest, Radio Juan-les-Pins, Radio LL, Radio Lyon, Radio Mont-de-Marsan, Radio Montpellier, Radio Nîmes, Radio Paris, Radio Toulouse och Radio Vitus.[5]

### September
- 13 september: KOH-AM i Reno, Nevada, USA börjar sända.[6]

### November
- 1 november - Den första officiella sändningen på rumänska genomförs av det Societatea de Difuziune Radiotelefonică i Bucharest, Rumänien.[7].
- 11 november - I USA börjar WOL (AM) i Washington, DC [8], WMT (AM) i Cedar Rapids, Iowa.[9], WGL (AM) i Fort Wayne, Indiana.[9] och KXO (AM) i El Centro, Kalifornien sända.[10]
- 20 november: WGH (AM) i Newport News, Virginia, USA börjar sända.[11]

### December
- 23 december - NBC sätter upp sitt första permanenta, kust-till-kust-radionätverk i USA.[12]

### Okänt datum
- SR flyttar till Kungsgatan 8 i Stockholm [13].
- SÖ inleder skolradiosändningar på försök i Sverige [14].

## Radioprogram

### Sveriges Radio
- 16 april - Försök med skolradio påbörjas. 123 skolor deltar och första programmet är en uppläsning av Erik Axel Karlfeldt.
- 24 april - Karel Čapeks R.U.R. sänds från Göteborg, svensk urpremiär.
- 17 juni - Radiotjänsts spelmansstämma.
- 29 juni - Anföranden av deltagare i Nordiska biblioteksmötet.
- 16 september - Redovisning av resultatet i riksdagsvalet.
- 5 november - Den första Grammofontimmen sänds kl. 17−18 av Bo Willners.
- 20 november - På Selma Lagerlöfs 70-årsdag sänds Kavaljererna på Ekeby från Kungliga teatern.
- 25 december - Bachs juloratorium. Tal av utrikesminister Ernst Trygger.
- 31 december - Nyåret rings in från Saleby kyrka.

## Födda
- 16 februari - Monica Boëthius, svensk journalist och radiochef.
- 6 oktober - Olle Granberg, svensk programledare.

### Fotnoter
1. ↑  Algemeene Vereeniging Radio Omroep (AVRO) begins broadcasting (Neth) January 1 in History
2. ↑  1st radio telephone connection between Netherlands and US January 30 in History
3. ↑  KGB-AM in San Diego, California begins radio transmissions March 27 in History
4. ↑  KPQ-AM in Wenatchee WA begins radio transmissions May 2 in History
5. ↑  ”100 ans de radio”. Arkiverad från originalet den 21 oktober 2009. https://web.archive.org/web/20091021214730/http://100ansderadio.free.fr/HistoiredelaRadio/1928.html. Läst 4 mars 2011.
6. ↑  KOH-AM in Reno NV begins radio transmissions September 13 in History
7. ↑  Radio and Radiophony in Romania
8. ↑  WOL-AM in Washington D.C. begins radio transmissions November 11 in History
9. 1 2  WMT-AM in Cedar Rapids IA begins radio transmissions November 11 in History
10. ↑  KXO-AM in El Centro California begins radio transmissions November 11 in History
11. ↑  WGH-AM in Newport News Virginia begins radio transmissions November 20 in History
12. ↑  NBC sets up a permanent, coast-to-coast radio network December 23 in History
13. ↑  Sverige 1900-talet – Kampen om monopolet, NE, Bra Böcker, 2000
14. ↑  20:e århundrades När Var Hur - Etermedier, Bernt Himmelstedt, Forum, 1999